# Copa Mundial de Béisbol Sub-12 de 2017
La Copa Mundial de Béisbol Sub-12 de 2017 será la cuarta edición de la competición de béisbol oficial para jugadores de 11 y 12 años, organizado por la Confederación Mundial de Béisbol y Sóftbol. y que se disputara por cuarta ocasión en la República de China, específicamente, en la ciudad de Tainan, del 28 de julio al 6 de agosto de 2017.

## Participantes
Los siguientes 12 equipos calificaron para el torneo:
| Competición                                       | Sede      | Plazas | Clasificados                           |
| ------------------------------------------------- | --------- | ------ | -------------------------------------- |
| País anfitrión                                    | Lausana   | 1      | China Taipéi                           |
| Campeonato Panamericano de Béisbol Sub-12 de 2016 | Puebla    | 4      | México Estados Unidos Nicaragua Brasil |
| Campeonato Asiático de Béisbol Sub-12 de 2016     | Zhongshan | 2      | Japón Corea del Sur                    |
| Campeonato Europeo de Béisbol Sub-12 de 2016      | Trebic    | 2      | Alemania República Checa               |
| Campeonato de Oceanía de Béisbol Sub-12 de 2017   | Agaña     | 1      | Australia                              |
| Ranking África                                    | Minna     | 1      | Sudáfrica                              |
| Invitación                                        | Lausana   | 1      | Panamá                                 |
| TOTAL                                             | TOTAL     | 12     |                                        |

## Emparejamiento
La distribución de las selecciones fue presentada oficialmente el 3 de marzo.
| Grupo A          | Ranking | 2015 |                | Grupo B | Ranking | 2015 |
| ---------------- | ------- | ---- | -------------- | ------- | ------- | ---- |
| China Taipéi (L) | 4       | 2do  | Estados Unidos | 2       | 1ro     |      |
| Japón            | 1       | 3ro  | Corea del Sur  | 3       | 6to     |      |
| México           | 6       | 7mo  | Australia      | 10      | NP      |      |
| República Checa  | 14      | 11vo | Panamá         | 15      | 5to     |      |
| Brasil           | 17      | 8vo  | Nicaragua      | 16      | 2do     |      |
| Sudáfrica        | 28      | NP   | Alemania       | 20      | NP      |      |

- Nota: NP=no participó

## Formato
Los 12 equipos clasificados fueron divididos en dos grupos de seis equipos cada uno. Se jugó con el sistema de todos contra todos.
Para la segunda ronda los tres mejores de cada grupo clasifican a la Súper ronda; y los tres peores clasifican a la Ronda de consolación. En esta fase, se arrastra los resultados obtenidos entre los tres equipos de cada grupo; y se pasan a disputar partidos contra los equipos del otro grupo, para completar cinco partidos. 
Los dos primeros de la Súper ronda disputan la final, y los ubicados en el tercer y cuarto lugar, disputan el tercer lugar.

## Ronda de apertura
La programación de los partidos fue anunciada el 23 de mayo de 2017. Se disputarán entre el 28 de julio y el 1 de agosto.
- Los horarios corresponden al huso horario de Tainan (UTC +08:00)

### Grupo A
| Equipo          | G | P | Av    | Dif | CA | CP |
| --------------- | - | - | ----- | --- | -- | -- |
| Japón           | 4 | 1 | 0.800 | -   | 66 | 11 |
| China Taipéi    | 4 | 1 | 0.800 | -   | 63 | 05 |
| México          | 4 | 1 | 0.800 | -   | 57 | 25 |
| República Checa | 2 | 3 | 0.400 | 2   | 21 | 53 |
| Brasil          | 1 | 4 | 0.200 | 3   | 20 | 42 |
| Sudáfrica       | 0 | 5 | 0.000 | 4   | 01 | 95 |
| 1.              |   |   |       |     |    |    |

     – Clasificados a la Súper Ronda.

     – Clasificados a la Ronda de consolación.
| Fecha       | Juego | Hora  | Visitante       | Resultado                                                                                              | Local           |
| ----------- | ----- | ----- | --------------- | --- | --------------- |
| 28 de julio | 1     | 10ː00 | Sudáfrica       | 0 - 25                                                                                                 | México          |
| 28 de julio | 2     | 10ː00 | Japón           | 13 - 0                                                                                                 | República Checa |
| 28 de julio | 6     | 18ː30 | Brasil          | 0 - 10                                                                                                 | China Taipéi    |
| 29 de julio | 9     | 14ː00 | República Checa | 8 - 2                                                                                                  | Brasil          |
| 29 de julio | 10    | 14ː00 | México          | 6 - 5                                                                                                  | Japón           |
| 29 de julio | 12    | 18ː30 | China Taipéi    | 18 - 0                                                                                                 | Sudáfrica       |
| 30 de julio | 15    | 12ː30 | Sudáfrica       | 1 - 11                                                                                                 | Brasil          |
| 30 de julio | 17    | 12ː30 | República Checa | 3 - 18                                                                                                 | México          |
| 2 de agosto | 18    | 18ː30 | Japón           | 7- 5 (enlace roto disponible en Internet Archive; véase el historial, la primera versión y la última). | China Taipéi    |
| 2 de agosto | 22    | 10ː00 | Sudáfrica       | 0 - 31                                                                                                 | Japón           |
| 2 de agosto | 23    | 14ː00 | Brasil          | 7 - 8                                                                                                  | México          |
| 31 de julio | 24    | 18ː30 | China Taipéi    | 20 - 0                                                                                                 | República Checa |
| 3 de agosto | 28    | 12ː30 | Brasil          | 0 - 15                                                                                                 | Japón           |
| 1 de agosto | 29    | 12ː30 | República Checa | 10 - 0                                                                                                 | Sudáfrica       |
| 2 de agosto | 30    | 10ː00 | México          | 0 - 10                                                                                                 | China Taipéi    |

### Grupo B
| Equipo         | G | P | Av    | Dif | CA | CP |
| -------------- | - | - | ----- | --- | -- | -- |
| Estados Unidos | 5 | 0 | 1.000 | -   | 80 | 12 |
| Nicaragua      | 3 | 2 | 0.600 | 2   | 38 | 23 |
| Corea del Sur  | 3 | 2 | 0.600 | 2   | 26 | 31 |
| Panamá         | 3 | 2 | 0.600 | 2   | 33 | 20 |
| Australia      | 1 | 4 | 0.200 | 4   | 15 | 50 |
| Alemania       | 0 | 5 | 0.000 | 5   | 09 | 65 |

     – Clasificados a la Súper Ronda.

     – Clasificados a la Ronda de consolación.
| Fecha       | Juego | Hora  | Visitante      | Resultado | Local          |
| ----------- | ----- | ----- | -------------- | --------- | -------------- |
| 28 de julio | 3     | 14ː00 | Australia      | 0 - 16    | Estados Unidos |
| 28 de julio | 4     | 14ː00 | Panamá         | 1 - 0     | Corea del Sur  |
| 28 de julio | 5     | 14ː00 | Alemania       | 2 - 17    | Nicaragua      |
| 29 de julio | 7     | 10ː00 | Alemania       | 1 - 12    | Panamá         |
| 29 de julio | 8     | 10ː00 | Corea del Sur  | 8 - 0     | Australia      |
| 29 de julio | 11    | 14ː30 | Nicaragua      | 0 - 10    | Estados Unidos |
| 30 de julio | 13    | 09ː20 | Australia      | 9 - 1     | Alemania       |
| 30 de julio | 14    | 09ː40 | Nicaragua      | 10 - 2    | Panamá         |
| 30 de julio | 16    | 14ː00 | Estados Unidos | 27 - 6    | Corea del Sur  |
| 2 de agosto | 19    | 10ː00 | Estados Unidos | 20 - 3    | Alemania       |
| 2 de agosto | 20    | 10ː00 | Corea del Sur  | 5 - 1     | Nicaragua      |
| 2 de agosto | 21    | 14ː30 | Panamá         | 15 - 2    | Australia      |
| 1 de agosto | 25    | 09ː20 | Nicaragua      | 10 - 4    | Australia      |
| 1 de agosto | 26    | 09ː40 | Alemania       | 2 - 7     | Corea del Sur  |
| 1 de agosto | 27    | 14ː00 | Panamá         | 3 - 7     | Estados Unidos |

## Ronda de consolación
Se disputará del 3 al 5 de agosto.
| Equipo          | G | P | Av    | Dif |
| --------------- | - | - | ----- | --- |
| Panamá          | 5 | 0 | 1.000 | -   |
| República Checa | 3 | 2 | 0.600 | 2   |
| Brasil          | 3 | 2 | 0.600 | 2   |
| Australia       | 2 | 3 | 0.400 | 3   |
| Sudáfrica       | 1 | 4 | 0.200 | 4   |
| Alemania        | 1 | 4 | 0.200 | 4   |

| Fecha       | Juego | Hora  | Visitante | Resultado | Local           |
| ----------- | ----- | ----- | --------- | --------- | --------------- |
| 3 de agosto | 34    | 10ː00 | Alemania  | 2 - 9     | Brasil          |
| 3 de agosto | 35    | 10ː00 | Sudáfrica | 2 - 13    | Panamá          |
| 3 de agosto | 36    | 10ː00 | Australia | 5 - 11    | República Checa |
| 4 de agosto | 40    | 10ː00 | Alemania  | 4 - 16    | Sudáfrica       |
| 4 de agosto | 41    | 14ː00 | Brasil    | 8 - 1     | Australia       |
| 4 de agosto | 42    | 14ː00 | Panamá    | 13 - 3    | República Checa |
| 5 de agosto | 46    | 10ː00 | Alemania  | 6 - 5     | República Checa |
| 5 de agosto | 47    | 14ː00 | Brasil    | 2 - 12    | Panamá          |
| 5 de agosto | 48    | 14ː00 | Sudáfrica | 1 - 9     | Australia       |

## Súper ronda
Se disputará del 3 al 5 de agosto.
| Equipo         | G | P | Av   | Dif |
| -------------- | - | - | ---- | --- |
| China Taipéi   | 4 | 1 | .800 | -   |
| Estados Unidos | 4 | 1 | .800 | -   |
| Japón          | 3 | 2 | .600 | 1   |
| México         | 2 | 3 | .400 | 2   |
| Corea del Sur  | 1 | 4 | .200 | 3   |
| Nicaragua      | 1 | 4 | .200 | 3   |

     – Jugarán título Mundial.

     – Jugarán por el 3er Puesto.
| Fecha       | Juego | Hora  | Visitante     | Resultado | Local          |
| ----------- | ----- | ----- | ------------- | --------- | -------------- |
| 3 de agosto | 31    | 11ː00 | México        | 7 - 2     | Corea del Sur  |
| 3 de agosto | 32    | 14ː00 | Nicaragua     | 0 - 10    | Japón          |
| 3 de agosto | 33    | 18:30 | China Taipéi  | 16 - 2    | Estados Unidos |
| 4 de agosto | 39    | 10ː30 | Japón         | 3 - 6     | Estados Unidos |
| 4 de agosto | 37    | 14ː00 | México        | 7 - 9     | Nicaragua      |
| 4 de agosto | 38    | 18ː30 | China Taipéi  | 11 - 1    | Corea del Sur  |
| 5 de agosto | 43    | 10ː00 | México        | 10 - 12   | Estados Unidos |
| 5 de agosto | 44    | 14ː00 | Corea del Sur | 5 - 6     | Japón          |
| 5 de agosto | 45    | 18ː30 | Nicaragua     | 1 - 9     | China Taipéi   |

- Los horarios corresponden al huso horario de Tainan (UTC +08:00)

## Tercer lugar

### Méxicovs.Japón
6 de agosto de 2017; Tainan, Taiwán.
| México                                                                            | 0 | 0 | 0 | 0 | 1 | 0 | 1 | 4 | 0 |
| Japón                                                                             | 0 | 0 | 0 | 0 | 0 | 0 | 0 | 4 | 0 |
| G: Juan Pablo Hernández (1-0; 0.00) ; P: Koki Yamaguchi (0-1; 1.16); SV: No Hubo. |   |   |   |   |   |   |   |   |   |
| HR: No hubo. ASIST: 3,000.                                                        |   |   |   |   |   |   |   |   |   |

## Final

### Estados Unidosvs.China Taipéi
6 de agosto de 2017; Tainan, Taiwán.
| Estados Unidos                                                                       | 0 | 0 | 4 | 0 | 3 | × | 7 | 8 | 2 |
| China Taipéi                                                                         | 0 | 0 | 0 | 2 | 0 | 0 | 2 | 4 | 5 |
| G: (Brandon Olivera, 1-0); P: Chin Yu-En (0-1); SV: Kai Caranto (1).                 |   |   |   |   |   |   |   |   |   |
| HR: U.S.A - Kai Caranto (1); Raffaele Velázquez (1). TPE - PAI Chen-An ASIST: 9,500. |   |   |   |   |   |   |   |   |   |

## Posiciones finales
La tabla muestra la posición final de los equipos, y la cantidad de puntos que sumaran al ranking WBSC de béisbol masculino.
| Pos | Equipo          | Ranking |
| --- | --------------- | ------- |
|     | Estados Unidos  | 345     |
|     | China Taipéi    | 276     |
|     | México          | 252     |
| 4   | Japón           | 228     |
| 5   | Corea del Sur   | 204     |
| 6   | Nicaragua       | 180     |
| 7   | Panamá          | 156     |
| 8   | República Checa | 132     |
| 9   | Brasil          | 108     |
| 10  | Australia       | 84      |
| 11  | Sudáfrica       | 60      |
| 12  | Alemania        | 30      |

## Premios individuales
Para los premios individuales solo se tuvieron en cuenta los juegos hasta la Súper Ronda del torneo, a cada uno se le entregó un trofeo por categoría.
| Categoría                           | Ganador           | Equipo             | Marca |
| ----------------------------------- | ----------------- | ------------------ | ----- |
| Mejor Bateador                      | Reiji Toi         | Japón              | .706  |
| Mejor Lanzador                      | Chao Chia Cheng   | República de China |       |
| Mejor relación victorias / derrotas | Juan Hernández    | México             | 4-0   |
| Más carreras impulsadas             | Juan Tirado       | México             | 15    |
| Más cuadrangulares                  | Joshua Atomanczyk | Estados Unidos     | 5     |
| Más bases robadas                   | Brad Burnes       | Estados Unidos     | 11    |
| Mejor Jugador defensivo             | Pai Chen An       | República de China |       |
| Jugador más valioso                 | Kai Caranto       | Estados Unidos     |       |

## Equipo mundial
Para los jugadores solo se tuvieron en cuenta los juegos hasta la Súper Ronda del torneo, a cada uno se le entregó una placa.
| Categoría                | Ganador            | Equipo             |
| ------------------------ | ------------------ | ------------------ |
| Mejor Lanzador abridor   | Chao Cha Cheng     | República de China |
| Mejor Lanzador relevista | Joshua Atomanczyk  | Estados Unidos     |
| Mejor Receptor           | Pai Chen An        | República de China |
| Mejor 1° Base            | Raffaele Velazquez | Estados Unidos     |
| Mejor 2° Base            | César Monjaras     | México             |
| Mejor 3° Base            | Lee Chanseo        | Corea del Sur      |
| Mejor Campo Corto        | Kai Caranto        | Estados Unidos     |
| Mejor Jardinero          | Adán Sánchez       | Panamá             |
| Mejor Jardinero          | Juan Tirado        | México             |
| Mejor Jardinero          | Reiji Toi          | Japón              |